# Esther Vergeer

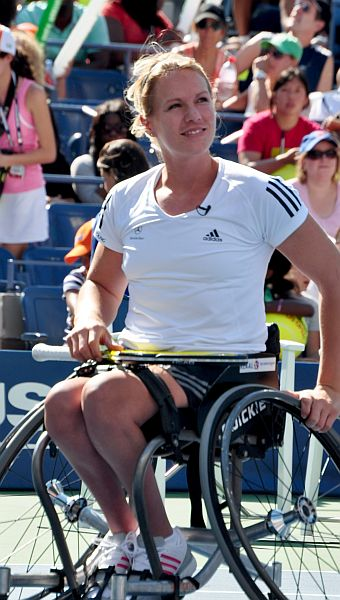
Esther Vergeer in 2010

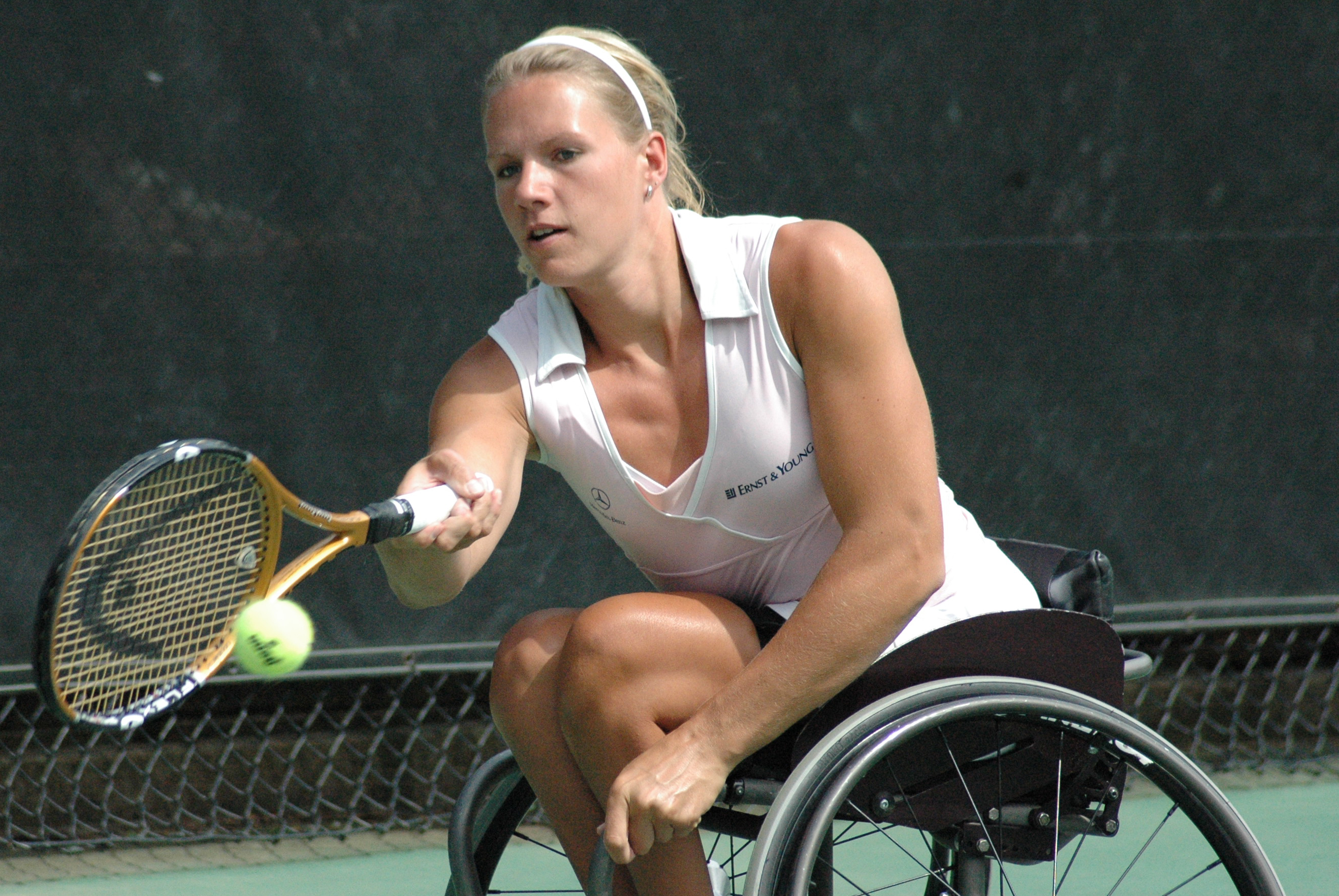
Esther Vergeer in 2009

Esther Mary Vergeer (Woerden, 18 juli 1981) is een voormalig rolstoeltennisspeelster en  rolstoelbasketbalspeelster uit Nederland. Vanaf april 1999 tot januari 2013 bezette zij onafgebroken de eerste plaats op de wereldranglijst in het rolstoeltennis. Ze is bovendien ongeslagen in het enkelspel sinds januari 2003. Vergeer is zevenvoudig paralympisch kampioen op het onderdeel tennis, werd vijfmaal verkozen tot gehandicapte sporter van het jaar, won de Laureus World Sports Awards in 2002 en 2008, en werd in 2023 opgenomen in de International Tennis Hall of Fame.

## Medische voorgeschiedenis
Tot haar zesde jaar had Vergeer geen gezondheidsproblemen. In maart 1988 raakte ze echter bewusteloos na een zwemles. Vergeer kwam met spoed in het Academisch Ziekenhuis Utrecht terecht. Na een scan werd geconstateerd dat ze een vocht- of bloedophoping in haar hersenen had, met als gevolg dat ze direct geopereerd diende te worden. Met een in haar hoofd geplaatste drain werd het bloed afgevoerd. Zes weken na de operatie mocht ze (toen nog lopend) weer naar huis. 
In december 1988 kreeg Vergeer een hersenbloeding en moest opnieuw direct geopereerd worden. Een bloedvatenafwijking rondom haar ruggenmerg bleek de oorzaak van haar problemen te zijn. De bloedvaten bleken zo zwak dat ze spontaan konden springen. Ze werd geopereerd om te voorkomen dat dit nogmaals kon gebeuren. Hoewel de operatie geslaagd was, bleek dat ze een dwarslaesie (L3) had overgehouden en haar benen niet meer goed functioneerden. Hierdoor kwam ze in een rolstoel terecht.

## Beginnen met sporten
Het herstel na haar ziekenhuisbezoek ging via een revalidatiecentrum. Een van de onderdelen in haar revalidatieprogramma was sport. Op die manier kon ze al spelenderwijs gewend raken aan haar rolstoel. Ze hield zich bezig met sporten als tafeltennis, zitvolleybal, basketbal en tennis. De twee laatstgenoemde sporten sprongen er voor haar dusdanig bovenuit dat ze besloot zich daarop te richten.

## Basketbal
Op zoek naar een club waar ze aan rolstoelbasketbal kon doen kwam ze terecht bij Springers in Gouda. Nadat ze twee jaar met de sport bezig was werd ze uitgenodigd om in het Nederlands jeugdteam te komen spelen. Meer trainen was het gevolg, en daarom zou het beter zijn een andere club uit te zoeken. Dit werd de club Antilope in Utrecht, een van de topclubs in Nederland. Na twee seizoenen in het jeugdteam van Antilope kwam er opnieuw een uitnodiging, ditmaal voor het Nederlands rolstoelbasketbalteam.
Eenmaal bij het Nederlands team mocht ze mee naar een toernooi in Duitsland. Daar bleek echter dat ze het hoge niveau nog niet aankon. Na een korte pauze, vanwege een drukke tijd begon ze weer met trainen en werd ze in 1997 opnieuw gevraagd om in het nationale team mee te spelen. Ondanks dat haar tenniscarrière op dat moment in de lift zat besloot ze toch op de uitnodiging in te gaan en werd geselecteerd voor het Europees kampioenschap, waar ze met het Nederlands team de gouden medaille veroverde.
In 1998 diende ze een keus te maken tussen het basketbal en het tennis – omdat de trainingen en wedstrijden vaak tegelijkertijd plaatsvonden kon ze de twee sporten niet langer combineren. Uiteindelijk viel de keus op tennis, omdat daar naar eigen zeggen een grotere uitdaging lag.

## Tennis
In het revalidatiecentrum had ze al enigszins kennisgemaakt met rolstoeltennis. Degene die haar daar begeleidde was op dat moment (1994) bezig een eigen club op te zetten in Nieuwegein en het leek haar wel leuk om bij een club te gaan trainen.
Slechts een aantal weken had ze tennisles, toen ze werd benaderd door de toenmalige bondscoach Marc Kalkman. Hij vroeg haar deel te nemen aan een internationaal jeugdtoernooi in Frankrijk. Op dat toernooi speelde de wereldtop en werd er tegelijkertijd een jeugdtoernooi georganiseerd. Voor het eerst nam ze deel aan wedstrijden en was meteen verkocht. Meteen reikte ze tot de halve finale van het toernooi, waarin ze werd uitgeschakeld door landgenote Sonja Peters die eveneens haar eerste toernooi speelde. Vanaf dat moment trainde ze mee bij Kalkman en speelde ze ook enkele toernooien in Nederland.
Drie jaar gingen voorbij waarin ze uitsluitend aan toernooien in Nederland deelnam, totdat Kalkman het tijd vond worden eens te kijken hoe ze er internationaal voorstond. Eind 1996 speelde ze dan ook haar eerste internationale toernooi in België. Ze presteerde naar behoren en kon redelijk meekomen met de wereldtop. Het was een zware tijd voor Vergeer die in die tijd ook nog basketbalde en op school zat. Het voordeel van de tennistoernooien in Europa was dat ze allemaal in de zomervakantie vielen.
Er dienden zich kansen aan om deel te nemen aan de Paralympische Zomerspelen 2000 in Sydney. Er werd besloten nog serieuzer met de sport om te gaan en ze vertrok naar de Verenigde Staten om aldaar deel te nemen aan toernooien. Een gemotiveerde Vergeer verraste de wereldtop en won het toernooi, waardoor ze meteen steeg van de vijftiende naar de tweede plek op de wereldranglijst. Later in 1998 bereikte ze ook de eerste plaats, maar moest de plaats kort daarna weer afstaan aan de Australische Daniela Di Toro.
In 1999 veroverde ze de eerste plaats terug en in 2000 was ze superieur op de Paralympics, waar ze geen enkele set afstond en zonder problemen de gouden medaille wist te winnen. In het dubbelspel won ze haar tweede gouden medaille door samen met Maaike Smit de finale te winnen. Een aantal weken later won ze voor het derde jaar op rij zowel het enkel- als het dubbelspel tijdens de Wheelchair Tennis Masters, het eindtoernooi van het tennisseizoen waar alleen de top 8 voor in aanmerking komt.
Nadat Vergeer in 2001 de finale van het Ericsson Open verloor, verloor ze tot op heden nog slechts één wedstrijd in 2003. Verder won ze ieder toernooi waaraan ze meedeed, inclusief de Paralympische Spelen 2004 waar ze opnieuw tweemaal goud wist te winnen, mede dankzij het dubbelspel waarin zij opnieuw samen met Maaike Smit zegevierde. Deze uitmuntende prestaties leverde haar in 2002 en 2008 de sport-Oscar van de Laureus World Sports Awards op. In 2002, 2003, 2005 en 2010 werd Esther verkozen tot gehandicapte sporter van Nederland. In november 2010 behaalde ze haar 401e achtereenvolgende overwinning en won ze haar 103e toernooi, in het enkelspel, door het NEC Masters in Amsterdam op haar naam te schrijven. In 2012 bereikte Esther in Londen tijdens haar vierde Paralympics opnieuw zonder setverlies de finale en won deze in twee sets van Aniek van Koot. Aan het begin van de Paralympics 2012 was haar onafgebroken zegereeks in het enkelspel opgelopen tot 465 partijen.
Op 12 februari 2013 maakte Vergeer bekend dat ze met tennis stopte, nadat ze na de Paralympics van 2012 niet meer had getraind.

## Na de tenniscarrière
Esther Vergeer Foundation
In 2004 richtte Vergeer de Esther Vergeer Foundation op. Deze stichting maakt het mogelijk dat kinderen en jongeren met een lichamelijke beperking of chronische aandoening gewoon kunnen sporten, net als ieder ander kind. Vanuit de Esther Vergeer Foundation sportpoli's in de academische kinderziekenhuizen en revalidatieklinieken worden de kinderen door middel van een persoonlijk traject begeleid naar een sport en sportvereniging die bij hen past.
ABN Amro World Wheelchair Tennis Tournament
Vergeer is sinds de eerste editie in 2009 toernooidirecteur van het internationale rolstoeltennistoernooi in Rotterdam. De naamsponsor heeft in 2011 te kennen gegeven nog drie jaar sponsor te blijven en dat Vergeer dan toernooidirecteur blijft. Vergeer kreeg na afloop van het toernooi in 2011 uit handen van Richard Krajicek de Audrey Hepburn Award.
Triatlon
In 2017 deed Vergeer mee met de 1/8e triatlon van Woerden. Haar stichting zorgt ervoor dat gehandicapten aan een passende sport kunnen doen, en zelf had ze na haar tenniscarrière eigenlijk nog geen "passende sport" kunnen vinden, zodat deze triatlon in haar geboorteplaats een prima uitdaging was. Voor het zwemmen was een speciaal ponton gemaakt van waar zij kon starten, het fietsgedeelte legde ze af met een handbike, en het loopgedeelte met een sportrolstoel. 
Chef de Mission
Esther Vergeer fungeerde in 2018 als Chef de Mission van Nederlandse ploeg op de Paralympische Winterspelen in Pyeongchang, een taak die zij in de zomer van 2021 ook vervulde in Tokio. Ze is ook chef de mission op de Paralympische Winterspelen 2022 in Peking en in 2024 in Parijs.
Borstkanker
In januari 2020 maakte Vergeer bekend dat er borstkanker bij haar is geconstateerd. Eind juli 2020 maakte ze bekend klaar te zijn met de behandelingen.
Tennis Hall of Fame
In 2023 werd Vergeer opgenomen in de International Tennis Hall of Fame. In februari werd de nominatie bekend gemaakt van zowel Vergeer als Rick Draney, tijdens het ABN Amro Open toernooi in Rotterdam. In juli vond in het Amerikaanse Newport de toetredingsceremonie plaats. Vergeer is na Chantal Vandierendonck en Monique Kalkman-Van den Bosch de derde Nederlandse die deze eer heeft gekregen.
ITF Philippe Chatrier Award
In 2024, tijdens Wimbledon, ontving Vergeer de ITF Philippe Chatrier Award. Deze prijs wordt toegekend aan individuen of organisaties die een belangrijke bijdrage hebben geleverd aan het tennis, zowel op als buiten de baan. Het is de hoogste onderscheiding van dit mondiale bestuursorgaan.
Eerdere winnaars zijn o.a. Stefan Edberg, Chris Evert, Rod Laver, Billie Jean King, John McEnroe, Martina Navrátilová, Gabriela Sabatini en Justine Henin.

## Trivia
Esthers favoriete ondergrond is hardcourt en haar favoriete slag is de forehand. Ze slaat rechtshandig en speelt het liefst aanvallend. Vergeer geeft met enige regelmaat clinics in het gehele land. Sinds 2006 is haar coach Aad Zwaan ook bondscoach rolstoeltennis.
Op 14 januari 2013 werd Esther Vergeer door waarnemend burgemeester Jan Waaijer benoemd tot de eerste ereburger van Woerden. In 2022 leefde Vergeer voor het televisieprogramma Kloostergasten enkele dagen samen met kloosterlingen.
Esther woont samen en heeft een dochter en een stiefdochter.

## Erelijst

### Basketbal
- Europees kampioenschap : 1997

### Tennis

#### Titels enkelspel
- Amsterdam Kiwanis Open : 1998
- Australian Open : 2002, 2003, 2004, 2006, 2007, 2008, 2009, 2011, 2012
- Belgian Open : 1999, 2000, 2001, 2002, 2003, 2004
- Brabants Open : 1999
- British Open : 2000, 2001, 2002, 2003, 2004, 2005, 2006, 2007, 2011
- Citta di Livorno : 2001, 2002, 2003, 2004
- Daimler Chrysler At-Risk Open : 2004
- Disporta International : 2000
- Dutch Open : 1998, 1999, 2001, 2002, 2003, 2004
- Florida Open : 1999, 2003, 2004
- Italian Open : 2001
- Japan Open : 2004
- Jesolo Euro Beach Cup : 2003
- Kobe Open : 2004
- Lakeshore World Challenge : 2000, 2001, 2003
- Nasdaq-100 Open : 2000, 2003, 2004
- Wheelchair Tennis Masters : 1998, 1999, 2000, 2001, 2002, 2003, 2004, 2005, 2006, 2007, 2008, 2009, 2010, 2011
- Paralympische Spelen : 2000, 2004, 2008, 2012
- Poland Open : 2003
- PTR Roho Championships : 2003
- French Open (ITF 1 Series) : 1999, 2000, 2001, 2002, 2005, 2006
- Roland Garros (grandslamtoernooi) : 2007, 2008, 2009, 2010, 2011, 2012
- Swiss Open : 1998, 1999, 2001, 2002, 2003, 2004
- Sydney International : 2000, 2002, 2004
- Tilburg BOTS : 1998
- US Open (Super Series) : 1998, 2000, 2003
- US Open (grandslamtoernooi) : 2005, 2006, 2007, 2009, 2010, 2011
- Wheelchair Classic 8 : 2002, 2003, 2004, 2006
- World Team Cup : 2001, 2002, 2003, 2004, 2011

#### Titels dubbelspel
- Austrian Open : 1999, 2000, 2003, 2004, 2009, 2012
- Australian Open : 2003, 2004, 2006, 2007, 2008, 2009, 2011, 2012
- Belgian Open : 1998, 1999, 2001, 2002, 2003, 2004
- Brabants Open : 1999
- British Open : 1998, 1999, 2001, 2002, 2004
- Citta di Livorno : 2001, 2003, 2004
- Daimler Chrysler At-Risk Open : 2004
- Disporta International : 2000
- Dutch Open : 1998, 1999, 2001-04
- Florida Open : 1999, 2000, 2003, 2004, 2012
- Japan Open : 2004
- Jesolo Euro Beach Cup : 2003
- Kobe Open : 2004
- Lakeshore World Challenge : 2000, 2003
- Nasdaq-100 Open : 2003, 2004
- Wheelchair Tennis Masters : 1998, 1999, 2000-03, 2005-09, 2011
- Italian Open : 2001
- Paralympische Spelen : 2000, 2004, 2012[12]
- Poland Open : 2003
- PTR Roho Championships : 2003
- French Open (ITF 1 Series) : 2002, 2005, 2006
- Roland Garros (grandslamtoernooi) : 2007, 2008, 2009, 2011, 2012
- Swiss Open : 1998, 2001-04, 2012
- Sydney International : 2000, 2003, 2004
- Tilburg BOTS : 1998
- US Open (Super Series) : 1998, 1999, 2000, 2003
- US Open (grandslamtoernooi) : 2011
- Wheelchair Classic 8 : 2004, 2006
- Wimbledon : 2009, 2010, 2011
- World Team Cup : 1999, 2000-04, 2011

## Resultaten grandslamtoernooien
| Legenda | Legenda                          |
| ------- | -------------------------------- |
| g.t.    | geen toernooi gehouden           |
| l.c.    | lagere categorie                 |
| –       | niet deelgenomen                 |
| G       | uitgeschakeld in de groepsfase   |
| 1R      | uitgeschakeld in de eerste ronde |
| 2R      | uitgeschakeld in de tweede ronde |
| 3R      | uitgeschakeld in de derde ronde  |
| 4R      | uitgeschakeld in de vierde ronde |
| KF      | uitgeschakeld in de kwartfinale  |
| HF      | uitgeschakeld in de halve finale |
| F       | de finale verloren               |
| W       | het toernooi gewonnen            |
| w-v     | winst/verlies-balans             |

### Enkelspel
| toernooi        | 2002 | 2003 | 2004 | 2005 | 2006 | 2007 | 2008 | 2009 | 2010 | 2011 | 2012 |
| --------------- | ---- | ---- | ---- | ---- | ---- | ---- | ---- | ---- | ---- | ---- | ---- |
| Australian Open | W    | W    | W    | –    | W    | W    | W    | W    | –    | W    | W    |
| Roland Garros   | g.t. | g.t. | g.t. | g.t. | g.t. | W    | W    | W    | W    | W    | W    |
| Wimbledon       | g.t. | g.t. | g.t. | g.t. | g.t. | g.t. | g.t. | g.t. | g.t. | g.t. | g.t. |
| US Open         | g.t. | g.t. | g.t. | W    | W    | W    | g.t. | W    | W    | W    | g.t. |

### Dubbelspel
| toernooi        | 2004 | 2005 | 2006 | 2007 | 2008 | 2009 | 2010 | 2011 | 2012 |
| --------------- | ---- | ---- | ---- | ---- | ---- | ---- | ---- | ---- | ---- |
| Australian Open | W    | –    | W    | W    | W    | W    | –    | W    | W    |
| Roland Garros   | g.t. | g.t. | g.t. | W    | W    | W    | F    | W    | W    |
| Wimbledon       | g.t. | g.t. | g.t. | g.t. | g.t. | W    | W    | W    | HF   |
| US Open         | g.t. | W    | W    | W    | g.t. | W    | W    | W    | g.t. |